# 칠리 (요리)

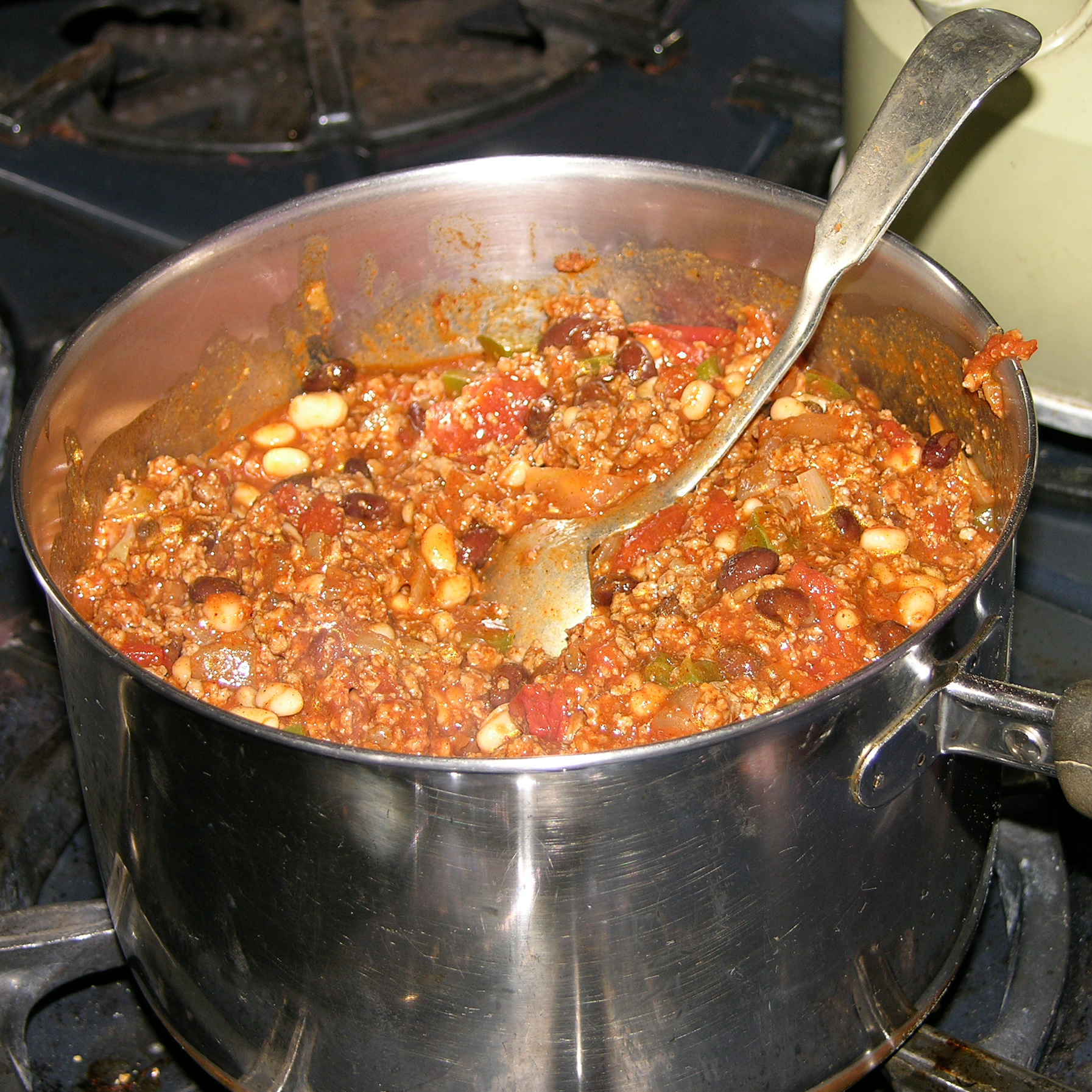
칠리 콘 카르네 (고기 칠리)

칠리 콘 카르네(스페인어: chili con carne, 고기를 넣은 칠리)는 간 쇠고기에 강낭콩, 칠리파우더를 넣고 끓인 매운 스튜이다. 줄여서 칠리라고 부른다. 칠리파우더는 멕시코 요리를 간편하게 만들기 위해서 1890년대에 텍사스에서 만들어진 것으로 고추가루에 오레가노, 큐민, 흑후추를 첨가한 것이다. 칠리 콘 카르네에는 칠리파우더, 마늘, 양파, 쿠민, 간 소고기 등이 들어간다. 강낭콩과 토마토도 자주 사용되는 재료이다. 지역에 따라, 또는 취향에 따라 조금씩 다른 재료를 사용하거나, 소고기 이외의 고기를 넣을 수도 있다. 따라서 지역마다 조금씩 변형이 이루어졌고, 칠리에 어떤 재료를 넣어야 하는지는 종종 논쟁이 되기도 한다. 다른 요리의 재료로 사용될 수도 있다. 일부 패스트 푸드 식당에서는 미국식 칠리를 판매하고 있다.

## 같이 보기
- 텍스멕스
- 핫소스